# Fuente del Arco
Fuente del Arco è un comune spagnolo di 782 abitanti situato nella comunità autonoma dell'Estremadura.